# Beatriz Arnut
Beatriz de Jesus Arnut Baptista (Chacim, Macedo de Cavaleiros, 10 de janeiro de 1892 - Pena, Lisboa, 7 de fevereiro de 1958), mais conhecida como Beatriz Arnut, foi uma escritora, poetisa, publicista, funcionária pública e defensora dos direitos das mulheres. Teve igualmente um papel de destaque na sociedade portuguesa como mediadora entre a cultura portuguesa e italiana.

## Biografia

### Primeiros Anos
Nascida a 10 de janeiro de 1892, em Chacim, no concelho de Macedo de Cavaleiros, Trás-os-Montes, Beatriz de Jesus Arnut Baptista era filha de D. Cândida Amália Arnut, descendente de José Maria Arnaud, originalmente Giuseppe Maria Arnaud, um abastado e influente industrial italiano com negócios na produção e venda de sedas, que no século XVIII partira com a sua família de Piemonte para Chacim, onde passou a administrar o Real Filatório de Chacim.

### Carreira Profissional e Activismo Político
Mudando-se para Lisboa, já em idade adulta, fixou-se na Rua Basílio Teles, no 1.º andar esquerdo do número 2, na freguesia de São Sebastião da Pedreira, e foi funcionária superior do Arquivo do Ministério da Agricultura, transitando para os serviços técnicos da Biblioteca Nacional, anos mais tarde, com vários louvores oficiais. Secretariou a Grande Comissão de Homenagem ao jornalista e escritor Fialho de Almeida (1926), presidida pelo ministro da instrução pública, Dr. Alfredo de Magalhães, e foi presidente da comissão de mulheres da Cruzada Nacional D. Nuno Álvares Pereira (Cruzada Nun'Álvares) , um movimento político conservador português, onde militavam membros monárquicos e republicanos da sociedade de então em busca de soluções para os problemas da Primeira República Portuguesa.
Fluente em italiano, na década de 1930, Beatriz Arnut tornou-se sócia da Associazione di Cultura Leteraria e Scientifica de Génova, que a agraciou com as insígnias da agremiação.

### Feminismo
Anos mais tarde, já na década de 30, desiludida com o clima de instabilidade da Primeira República Portuguesa e a instauração do Estado Novo em 1933, Beatriz Arnut ingressou a convite da escritora e jornalista Sara Beirão no Conselho Nacional das Mulheres Portuguesas (CNMP), uma associação inteiramente feminina e feminista, liderada pela médica e activista Adelaide Cabete, que defendia a igualdade de género em todos as áreas legais que moldavam o papel da mulher na sociedade portuguesa, apelando através das suas petições, campanhas e artigos publicados o direito de voto, direito de propriedade, direito de tutela ou guarda parental, direito à educação e ao exercício de todas as profissões, entre outras leis que à época negavam às mulheres os mesmo direitos que aos cidadãos do sexo masculino. Permanecendo na organização até ao seu encerramento forçado pelo Estado Novo em 1947, Beatriz Arnut desempenhou vários cargos desde secretária da CNMP (1933-1934, 1938-1942) e da Secção ou Comissão de Arte a presidente da Secção de Paz (1937) e de Moral (1938), trabalhando com as activistas Adelaide de Carvalho, Branca de Gonta Colaço, Maria Alice Lamy, Isabel Cohen von Bonhorst, Angélica Porto, Eduarda Lapa, Maria Lamas e Abigail de Paiva Cruz.
Decidida a apoiar as jovens portuguesas que ambicionam prosseguir os seus estudos, nos anos 50, a escritora transmontana instituiu o Prémio Trás-os-Montes, que distinguia as estudantes universitárias daquela região, pela sua boa conduta moral e classificação académica, oferecendo-lhes uma bolsa de estudos.

### Publicações
Contemporânea de Florbela Espanca e Virgínia Vitorino, Beatriz Arnut foi autora de "Máguas da Mocidade", "Saudade", "Sorrisos Cor de Rosa", "Orações à Virgem e a Nun'Alvares", "Altar da Luz", "Chorando" e "Cantando Sempre", entre outros romances e poemas. A par do seu trabalho na literatura, colaborou numa série de periódicos e revistas, como o Diário de Notícias, Diário de Lisboa, Revista Municipal da Câmara de Lisboa , Correio da Noite, Voz Pública, Ecos da Avenida, Jornal do Domingo, Vida, Modas & Bordados, Comércio do Porto, Pirilampo, Trás-os-Montes, Pátria Portuguesa, Torrense, Jornal de Moura, La Chiosa, América Portuguesa, Alma Nova, Eva e Revista Feminina.

### Últimos Anos
Faleceu a 7 de fevereiro de 1958, aos 66 anos, vítima de insuficiência cardíaca congestiva, no Hospital de Santo António dos Capuchos, na freguesia da Pena, em Lisboa, solteira e sem filhos. Encontra-se sepultada no Cemitério do Alto de São João, na mesma cidade.

## Obras Publicadas
- "Máguas da Mocidade" (versos, 1918)[7];
- "Saudade" (trovas, 1924)[8];
- "Sorrisos Cor de Rosa" (versos para crianças, 1925)[9];
- "Orações à Virgem e a Nun'Alvares" (1929);
- "Altar da Luz" (sonetos, 1929);
- "Chorando" (1930);
- "O Meu Sonho de Agora";
- "O Que a Minha Alma Canta";
- "Alvorecer de Esperança";
- "Cantando Sempre" (quadras de tradição popular, 1939)[10].

## Lista de Referências
1. ↑  «Tomo vii 451 857». Issuu (em inglês). Consultado em 18 de março de 2019
2. ↑  «Real Filatório de Chacim». Direcção Geral do Património Cultural | Sistema de Informação para o Património Arquitectónico (em inglês)
3. ↑  Religiosa, Universidade Católica Portuguesa Centro de Estudos de História (2000). Lusitania Sacra - 2a Série - Tomo 12 (2000). [S.l.]: CEHR-UCP. ISBN 9789728361167
4. ↑  Fonte, Barroso da (2003). Dicionário dos mais ilustres Transmontanos e Alto durienses. [S.l.]: B. da Fonte. ISBN 9789728598280
5. ↑  «Índice de autores | Arnut, Beatriz, 1892-1958». hemerotecadigital.cm-lisboa.pt. Consultado em 18 de março de 2019
6. ↑  «Livro de registo de óbitos da 8.ª Conservatória do registo civil de Lisboa (1958-02-04 a 1958-03-14)». digitarq.arquivos.pt. Arquivo Nacional da Torre do Tombo. Consultado em 22 de fevereiro de 2021
7. ↑  Espanca, Florbela; Farra, Maria Lúcia Dal (2002). Afinado desconcerto: (contos, cartas, diário). [S.l.]: Editora Iluminuras Ltda. ISBN 9788573211566
8. ↑  Arnut, Beatriz (1924). Saudade: trovas. [S.l.]: Portugalia
9. ↑  «Arquivo de Beatriz Arnut - Manuseado». Manuseado. Consultado em 18 de março de 2019
10. ↑  Sou, Fado (29 de maio de 2018). «FABULÁSTICAS,: BEATRIZ ARNUT». FABULÁSTICAS,. Consultado em 18 de março de 2019